# Coca en Bolivia

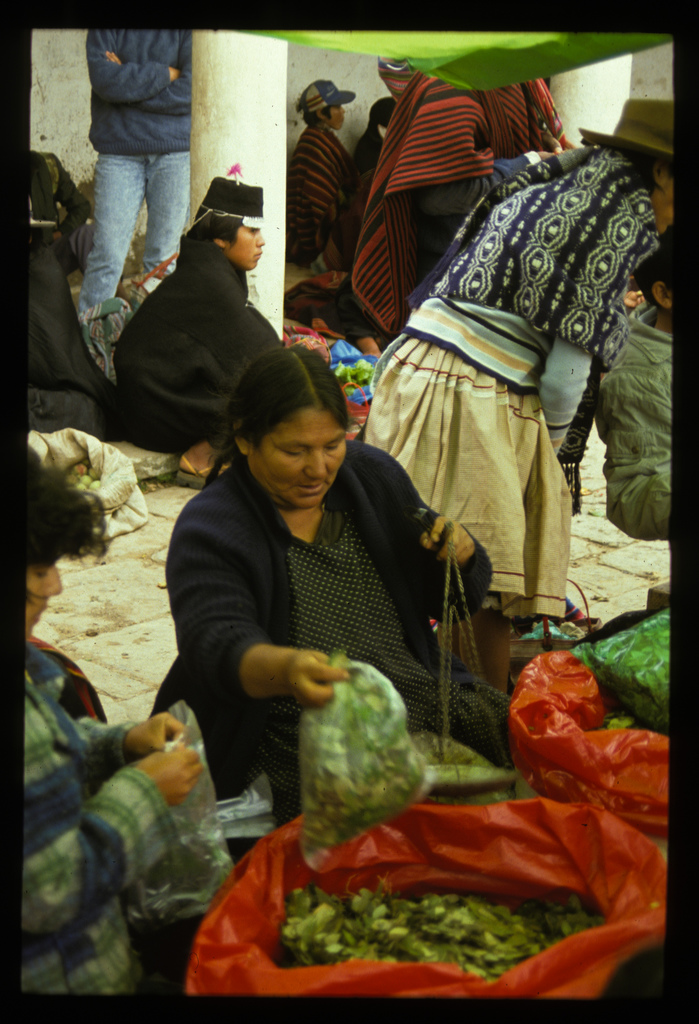
Una mujer boliviana vendiendo hoja de coca

La coca se cultiva en zonas de altitud media de los Andes bolivianos al menos desde la época de los incas, principalmente en la región de Yungas, al norte y al oriente del departamento de La Paz. Existe evidencia de los usos rituales y alimenticios en las culturas de la región.

## Legislación

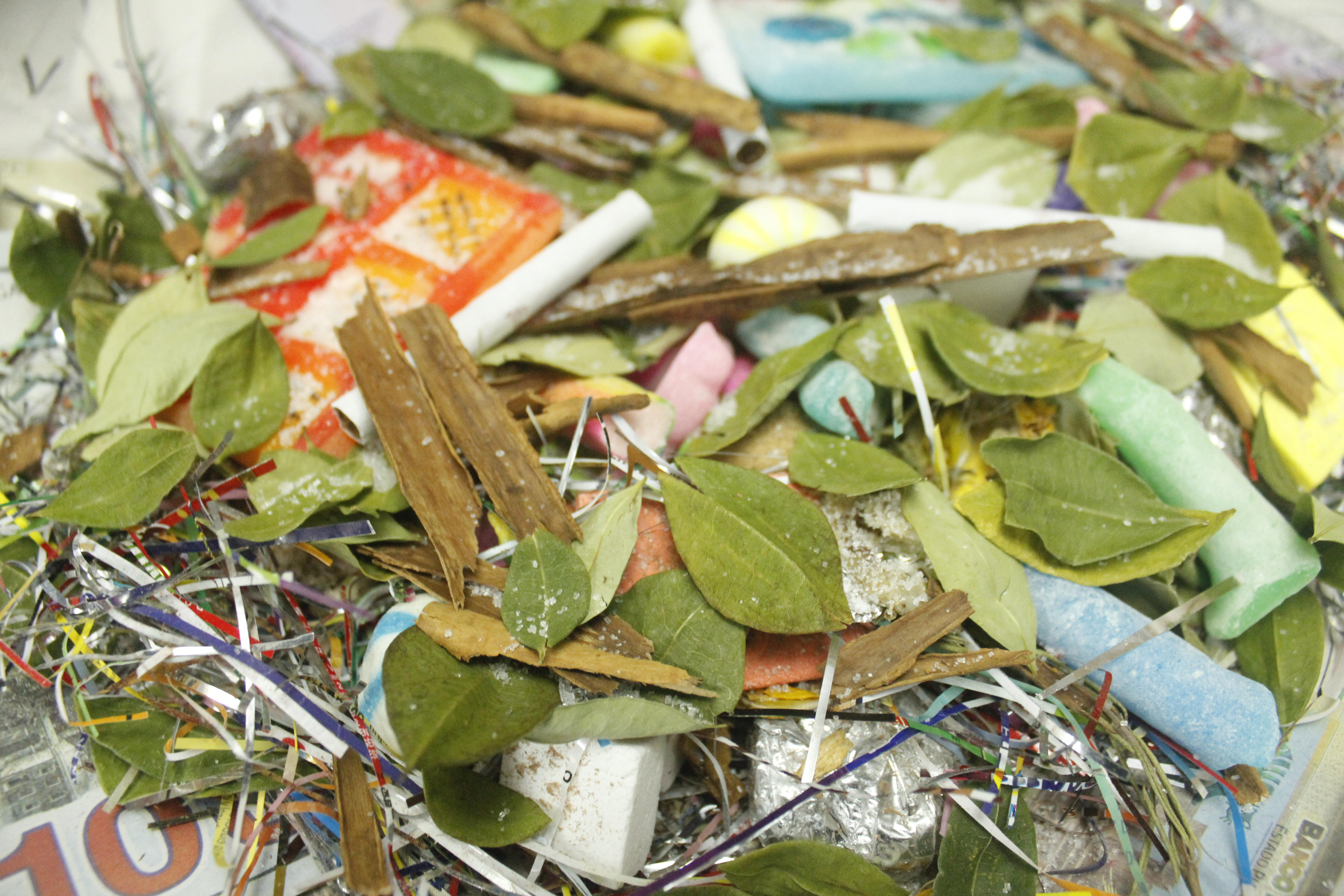
Uso ritual de hojas de coca.

La Constitución política de Bolivia protege el consumo tradicional de coca y la hoja misma, en el Capítulo Séptimo, referido a "Biodiversidad, coca, áreas protegidas y recursos forestales", la "Sección II coca", en su Artículo 384 señala:
El Estado protege a la coca originaria y ancestral como patrimonio cultural, recurso natural renovable de la biodiversidad de Bolivia, y como factor de cohesión social; en su estado natural no es estupefaciente. La revalorización, producción, comercialización e industrialización se regirá mediante la ley.
El cultivo, comercialización y usos de las hojas de coca en Bolivia está regulado por La Ley General de la Coca de 2017. La misma menciona entre los usos de la misma: el acullico, usos rituales, medicinales, alimenticios así como usos investigativos e industriales.

## Historia

### SiglosXXyXXI
En la década de 1980, el cultivo se extendió considerablemente a la región del Chapare, en Cochabamba, y parte de la producción se destinó al mercado internacional de la cocaína. Los esfuerzos de Estados Unidos por erradicar la coca (fuera de los Yungas) como parte de la guerra contra las drogas (ya que la coca se utiliza para fabricar la droga recreativa ilegal conocida como cocaína) se encontraron con la creciente capacidad de organización del movimiento cocalero.
Entre 1987 y 2003 se produjeron episodios de violencia entre la policía antidrogas y las fuerzas armadas bolivianas, por un lado, y el movimiento cocalero, por el otro. Los cocaleros se convirtieron en una fuerza política cada vez más importante durante este periodo, cofundando el partido político conocido como Movimiento al Socialismo. Los cocaleros tanto de los Yungas como del Chapare han abogado por políticas de «control social» del cultivo de coca, manteniendo una superficie máxima de cultivo preestablecida como alternativa a las políticas de guerra contra las drogas. En 2005, el líder sindical cocalero Evo Morales fue elegido presidente de Bolivia, y aplicó una política combinada de legalización de la producción de coca en el Chapare y los Yungas y erradicación del cultivo en el resto del país.

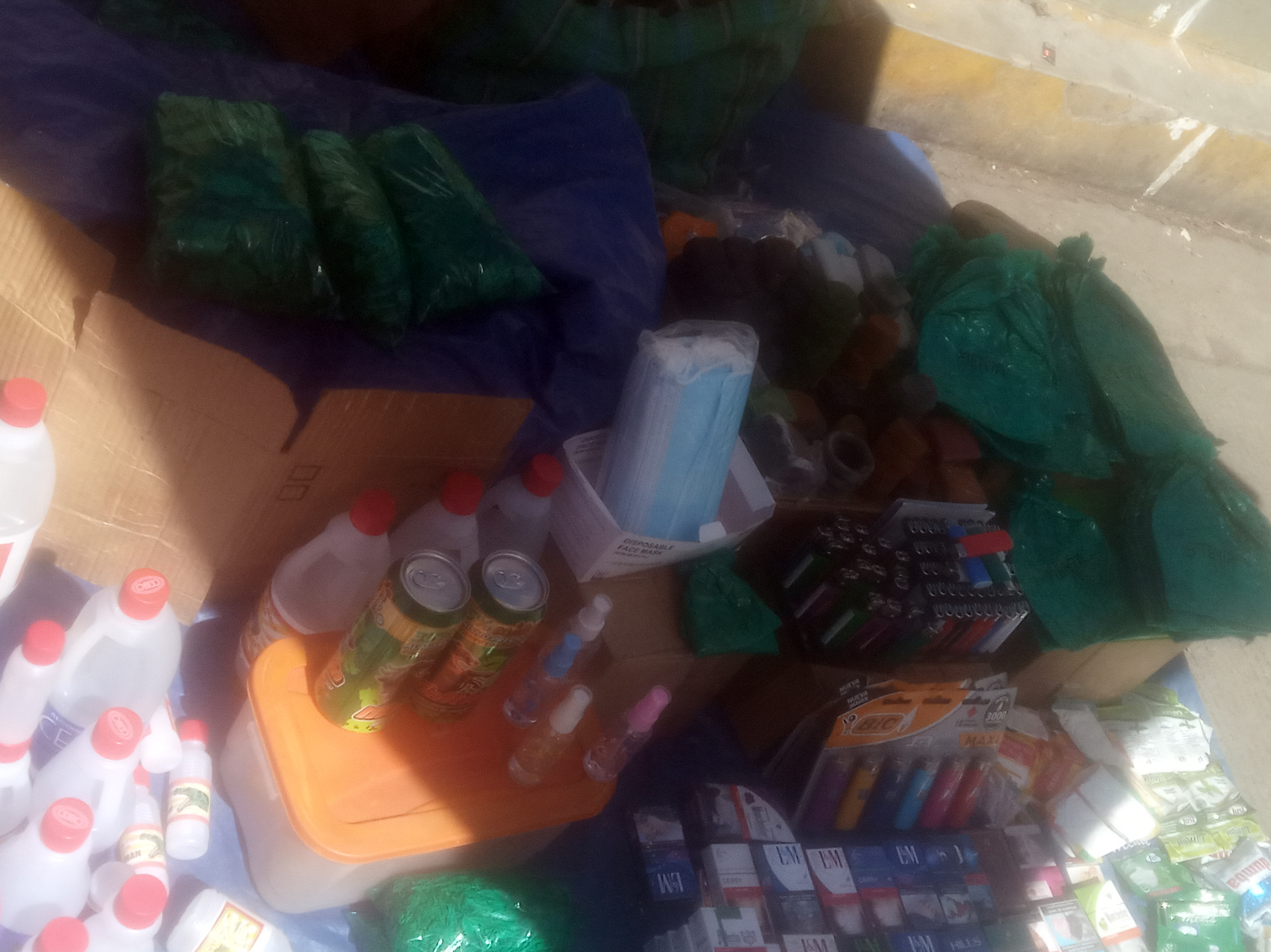
Venta callejera de hojas de coca para fines rituales.

La Oficina de Fiscalización de Drogas de la ONU calcula que en 2009 se plantaron 30.900 hectáreas de coca en Bolivia, lo que convirtió a este país en el tercer mayor productor de coca después de Colombia (68.000 hectáreas) y Perú (59.900). La ONU calcula que 35.148 de las 54.608 toneladas métricas producidas en Bolivia se venden en mercados no autorizados dominados por el tráfico de cocaína, la mayor parte procedente de la producción de coca en el Chapare. Las ventas de hoja de coca ascendieron a unos 265 millones de dólares en 2009, lo que representa el 14% de todas las ventas agrícolas y el 2% del PIB de Bolivia.
El reporte de la Oficina de las Naciones Unidas contra la Droga y el Delito de 2023 mencionó a Colombia, Bolivia y Perú como los tres países con mayor incidencia en el suministro mundial de cocaína, y resaltó que «la cocaína procedente de Bolivia y Perú se transporta cada vez más a través de la ruta del Cono Sur a través de Paraguay y la hidrovía Paraná-Paraguay». La coca se vende legalmente en los mercados mayoristas de Villa Fátima, en La Paz, y de Sacaba, en Cochabamba.